# Округ Браун (Индијана)
Округ Браун (енгл. Brown County) је округ у америчкој савезној држави Индијана.

## Демографија
По попису из 2010. године број становника је 15.242, што је 285 (1,9%) становника више него 2000. године.
| Група             | 2000.          | 2010.          |
| Белци             | 14.609 (97,7%) | 14.761 (96,8%) |
| Афроамериканци    | 32 (0,2%)      | 53 (0,3%)      |
| Азијати           | 30 (0,2%)      | 44 (0,3%)      |
| Хиспаноамериканци | 131 (0,9%)     | 178 (1,2%)     |
| Укупно            | 14.957         | 15.242         |